# Jüdische Gemeinde Celle
Die Jüdische Gemeinde Celle, in der gleichnamigen Stadt Niedersachsens, ist eine traditionsreiche Religionsgemeinschaft, die 1997 als eingetragener Verein wiedergegründet wurde. Sie ist liberal ausgerichtet und Mitglied im Landesverband der israelitischen Kultusgemeinden von Niedersachsen sowie der Union progressiver Juden in Deutschland. Die Gemeindemitglieder wohnen sehr verstreut und die meisten ziemlich weit von Celle entfernt.

## Geschichte

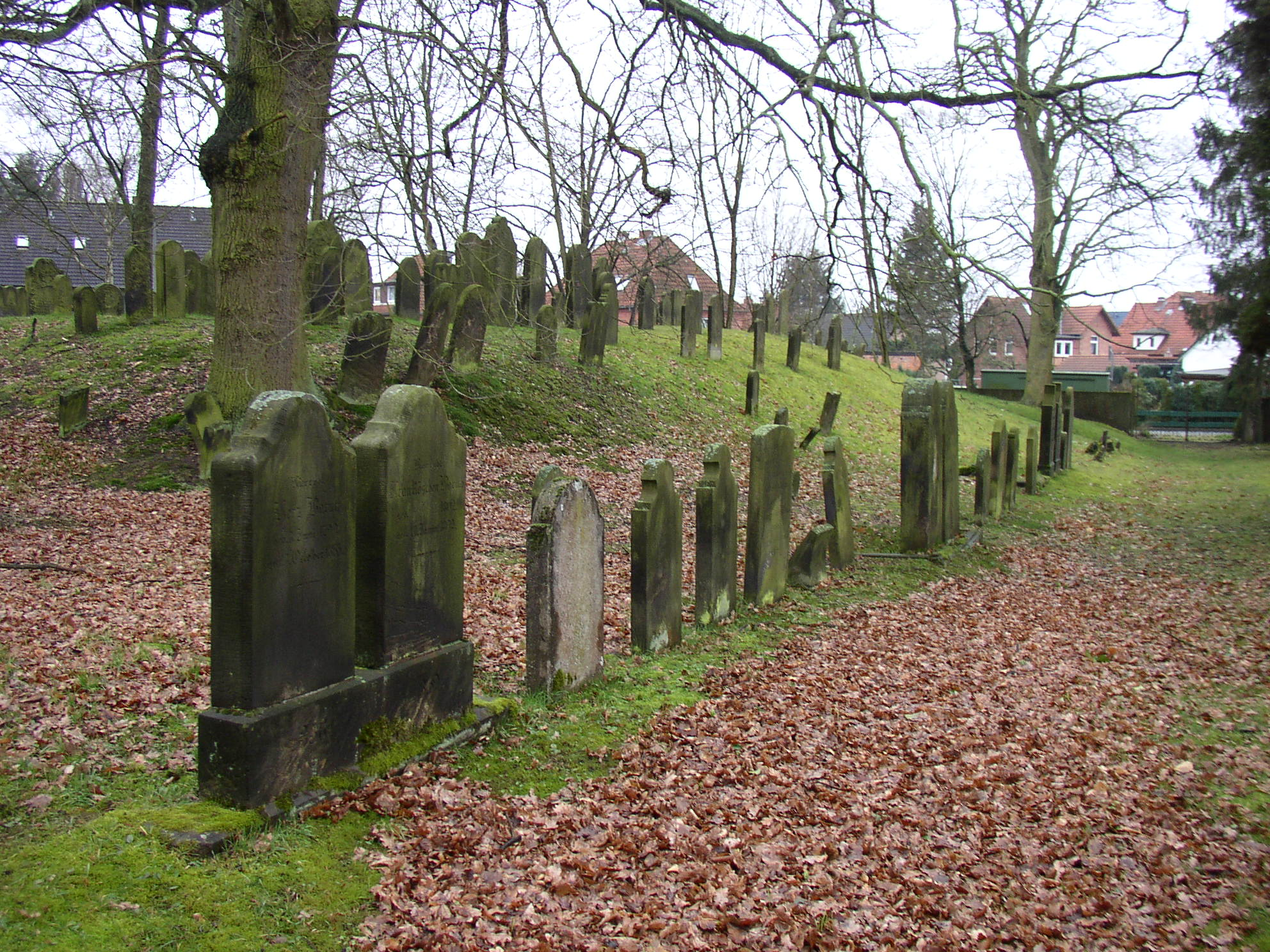
Jüdischer Friedhof Celle

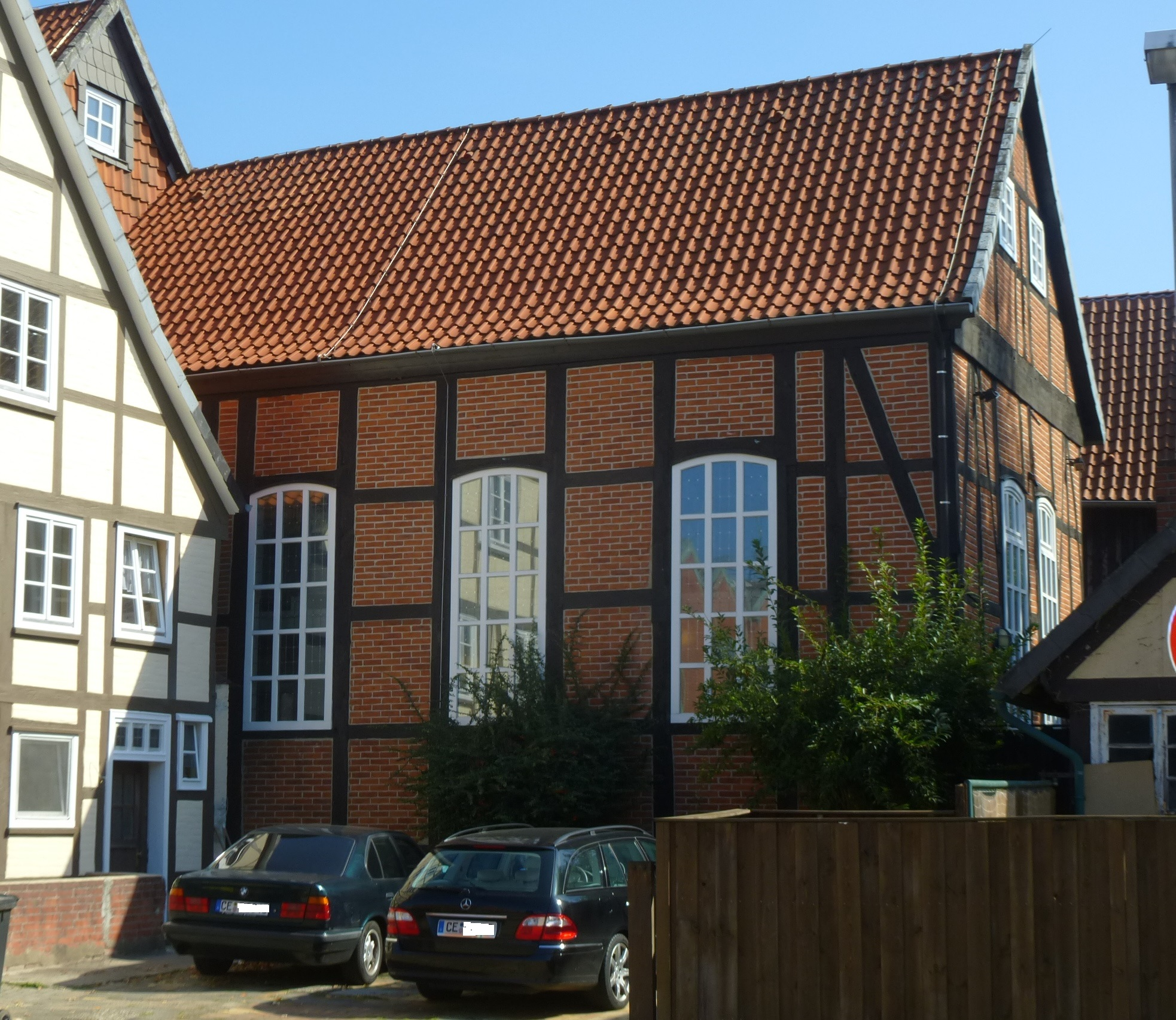
Synagoge Celle

### Entstehung der Gemeinde im 17. und 18. Jahrhundert
Zwischen 1676 und 1691 erhielten fünf Schutzjuden mit ihren Familien und Gesinde die herzogliche Erlaubnis, sich in der Altenceller Vorstadt (Blumlage und Im Kreise) niederzulassen. 1690 richteten diese Familien, die aus ungefähr 30 Personen bestanden, in einem Hinterhaus auf der Blumlage einen ersten Betsaal ein. Schon drei Jahre später wurde er auf Anordnung des Burgvogts zerstört, weil keine obrigkeitliche Genehmigung eingeholt worden war. Als dann die herzogliche Genehmigung erteilt worden war, kam es zur Wiedereinrichtung eines Betsaales in dem Privathaus des Isaac Maintz. Die genaue Lage dieses Hauses ist nicht bekannt.
1692 wurde der jüdischen Gemeinde ein Friedhofsareal nördlich der Aller an der heutigen Straße Am Berge zugewiesen, das zum Jüdischen Friedhof Celle wurde. Dort dokumentieren erhaltene Grabsteine Beisetzungen von 1705 bis 1953.
1737 erhielten die Juden im Fürstentum Lüneburg die Erlaubnis Synagogen zu bauen. 1738 erwarb die „Judenschaft Celle“ die beiden Grundstücke Im Kreise 23 und 24 und errichtete als Hinterhaus dazu um 1740 die Celler Synagoge. Es handelt sich um einen von außen schlichten Fachwerkbau, dessen Innenraum im Stile des Spätbarock repräsentativ ausgestaltet wurde. Die beiden Vorderhäuser wurden als jüdisches Schulhaus (Nr. 24) und als Wohnungen (Nr. 23 und Nr. 24) für verschiedene Gemeindebedienstete genutzt. Aus der Gründungszeit stammt der Opferstock mit der Inschrift „Aron, Sohn des Rabbiners Josua Feibelman selig sein Andenken. In Celle 1740“. Diese Inschrift ist eine der wenigen Anhaltspunkte für das Alter der Synagoge. Der Bau der Synagoge erforderte eine hohe Verschuldung der Celler jüdischen Gemeinde. Erst das Testament des Hoffaktors Isaak Jakob Gans aus dem Jahre 1797 sicherte die langfristige Tilgung des Kredits. Schon 1765 hatte Gans der Celler Synagogengemeinde zum Andenken an seinen Vater Jacob Gans eine kostbare Stiftung übereignet: Ein Paar Rimonim (Torakronen) und ein Tass (Toraschild von Hinrich Brahmfeld), die sich heute in der Sammlung des Jüdischen Museums in Amsterdam befinden.

### Blütezeit im 19. und frühen 20. Jahrhundert
Das späte 19. Jahrhundert wie die zweite Hälfte des 18. Jahrhunderts war eine Blütezeit der jüdischen Gemeinde, die zirka 110 Personen umfasste. 1883 erfolgte eine umfangreiche Renovierung der Synagoge mit Erweiterung der Frauenempore entlang der Westseite des Synagogenraums, Bleiverglasung der Fenster mit farbigen Scheiben und Überarbeitung der Ausmalung des Innenraums. Am Vorabend des jüdischen Neujahrsfestes 1883, dem 30. September, wurde der Umbau feierlich eingeweiht.
1910 ließ die jüdische Gemeinde nach dem Entwurf des Architekten Otto Haesler eine neue Friedhofshalle errichten. Sie wurde 1974 wegen angeblicher Baufälligkeit abgerissen.

### Niedergang und Vernichtung im Nationalsozialismus
Nach dem Ersten Weltkrieg nahm die Zahl der Celler Juden stetig ab. 1933 waren es nur noch 70 Personen.
Während der Pogromnacht vom 9. auf den 10. November 1938 wurde die Einrichtung der Celler Synagoge mit Äxten zerschlagen, die zwölf Torarollen, die Kultgegenstände und die Gemeindebücherei auf die Straße geworfen. Das Gebäude durch Feuer zu zerstören, wurde nur unterlassen, weil dadurch die umliegenden Häuser in Mitleidenschaft gezogen worden wären. Im Januar 1939 lebten 35 und im Oktober desselben Jahres nur noch 15 Personen jüdischen Glaubens in Celle.
Ab 1942 diente das alte jüdische Schulhaus Im Kreise 24 als „Celler Judenhaus“. Auf engstem Raum wurden hier die Menschen unter totaler Überwachung bis zu ihrer Deportation in die Vernichtungslager untergebracht. Von hier aus wurde zum Beispiel das Ehepaar Oscar und Nanny Salomon im Juli 1943 in das KZ Auschwitz deportiert. Auch Juden aus anderen Orten des Regierungsbezirks Lüneburg mussten hier die Zeit vor ihrer Deportation verbringen. Im Vorraum der Synagoge befinden sich Gedenktafeln, die emigrierte Mitglieder der ehemaligen jüdischen Gemeinde in Celle für ihre in den Vernichtungslagern umgekommenen Verwandten gestiftet haben.

### Neugründungen der Gemeinde 1945 und 1997
Nach Ende des Zweiten Weltkrieges und der Befreiung des Konzentrationslagers Bergen-Belsen lebten im Mai 1945 in der Celler Heidekaserne ungefähr 1000 jüdische Displaced Persons. Die Militärregierung beschlagnahmte die Gebäude der jüdischen Vorkriegsgemeinde Im Kreise 23/24 mit der Synagoge, das Haus Nr. 25 und den Jüdischen Friedhof Am Berge für die neu entstandene jüdische Gemeinde mit ihren Einrichtungen und für verschiedene jüdische Hilfsorganisationen. Im Hinterhof der Synagoge wurde 1945 eine Mikwe gebaut, die 1972/73 wegen Baufälligkeit abgerissen wurde.
Viele der Displaced Persons jüdischen Glaubens in Celle stammten aus osteuropäischen Ländern, ein großer Teil kam aber auch aus dem Deutschen Reich (40 %). Sie warteten hier auf ihre Auswanderung nach Palästina, in die USA und andere Länder oder auf die Rückkehr in ihre Heimat. Der Rabbiner der Nachkriegsgemeinde, Mosche Olewski, emigrierte 1950 in die USA. Die kleine Celler Restgemeinde war dem Landesverband der jüdischen Gemeinden in Niedersachsen angeschlossen und besuchte dann den Gottesdienst in der hannoverschen Synagoge. Das Jahr der Gemeindeauflösung ist nicht bekannt, 1967 wird sie letztmals erwähnt.
Heute gilt die Celler Synagoge als die älteste niedersächsische Fachwerksynagoge, die in ihren wesentlichen Bauteilen noch erhalten ist. Die heutige Einrichtung der Synagoge, z. B. das hölzerne Podest vor dem Toraschrein und das Lesepult für die Tora (Bima), entstammt der Zeit nach 1945. Eine umfassende Renovierung erfolgte 1973/74 durch die Stadt Celle, die das Gebäude 1969 erworben hatte. Am 20. Juni 1974 wurde die Celler Synagoge durch den Heidelberger Rabbiner Nathan Peter Levinson neu geweiht und seit 1997 durch die Jüdische Gemeinde Celle genutzt.
Nach einer weiteren Renovierung 1996/97 wurde das Nachbarhaus Im Kreise 23 als Museum hergerichtet. Es beherbergt heute Wanderausstellungen zu unterschiedlichen Themen jüdischer Geschichte sowie eine Dokumentation zum jüdischen Leben in Celle. Die Synagoge selbst wird für Gottesdienste und Versammlungen der neuen Jüdischen Gemeinde Celle und der Gesellschaft für christlich-jüdische Zusammenarbeit genutzt.